# Anvar Alimov
Pour les articles homonymes, voir Alimov.
Anvar Valiyevich Alimov (en ouzbek : Анвар Валиевич Алимов, en russe : Анвар Валиевич Алимов Anvar Valievitch Alimov, né le 19 juin 1955 à Tachkent dans la RSS d’Ouzbékistan en Union soviétique) est un homme d'État ouzbek. Il a été ministre de la Santé de 2012 à 2016.

## Biographie
Avant de commencer sa carrière politique, Alimov est professeur et détenteur d'un doctorat en médecine. En août 2012, il devient ministre de la Santé en remplacement de Adham Ikromov. Quatre ans plus tard, il est démis de ses fonctions alors qu'Ikromov est renommé ministre de la Santé le 14 décembre 2016.